# Louny
Louny är en stad i Tjeckien.   Den ligger i distriktet Okres Louny och regionen Ústí nad Labem, i den nordvästra delen av landet, 50 km nordväst om huvudstaden Prag. Louny ligger 204 meter över havet och antalet invånare är 19 147.